# Natasa Dusev-Janics
Natasa Dusev-Janics –nacida como Nataša Janić, en serbio, Наташа Јанић– (Bačka Palanka, Yugoslavia, 24 de junio de 1986) es una deportista húngara de origen serbio que compite en piragüismo en la modalidad de aguas tranquilas. Su padre, Milan Janić, y sus hermanos Mićo y Stjepan son asimismo piragüistas. Está casada, desde el año 2010, con el piragüista búlgaro Andrian Dushev.
Participó en cinco Juegos Olímpicos, entre las ediciones de los años 2000 y 2016, obteniendo en total 6 medallas: dos oros en Atenas 2004, oro y plata en Pekín 2008 y plata y bronce en Londres 2012. Ganó 25 medallas en el Campeonato Mundial de Piragüismo entre los años 2002 y 2015, y 25 medallas en el Campeonato Europeo de Piragüismo entre los años 2002 y 2013.

## Palmarés internacional
| Juegos Olímpicos   | Juegos Olímpicos             | Juegos Olímpicos  | Juegos Olímpicos |
| Año                | Lugar                        | Medalla           | Competición      |
| ------------------ | ---------------------------- | ----------------- | ---------------- |
| 2004               | Atenas (Grecia)              | Medalla de oro    | K1 500 m         |
| 2004               | Atenas (Grecia)              | Medalla de oro    | K2 500 m         |
| 2008               | Pekín (China)                | Medalla de oro    | K2 500 m         |
| 2008               | Pekín (China)                | Medalla de plata  | K4 500 m         |
| 2012               | Londres (Reino Unido)        | Medalla de plata  | K2 500 m         |
| 2012               | Londres (Reino Unido)        | Medalla de bronce | K1 200 m         |
| Campeonato Mundial |                              |                   |                  |
| Año                | Lugar                        | Medalla           | Competición      |
| 2002               | Sevilla (España)             | Medalla de oro    | K4 200 m         |
| 2003               | Gainesville (Estados Unidos) | Medalla de oro    | K4 1000 m        |
| 2005               | Zagreb (Croacia)             | Medalla de oro    | K2 200 m         |
| 2005               | Zagreb (Croacia)             | Medalla de oro    | K2 500 m         |
| 2005               | Zagreb (Croacia)             | Medalla de oro    | K2 1000 m        |
| 2006               | Szeged (Hungría)             | Medalla de oro    | K2 200 m         |
| 2006               | Szeged (Hungría)             | Medalla de oro    | K2 500 m         |
| 2006               | Szeged (Hungría)             | Medalla de oro    | K2 1000 m        |
| 2006               | Szeged (Hungría)             | Medalla de oro    | K4 200 m         |
| 2006               | Szeged (Hungría)             | Medalla de oro    | K4 500 m         |
| 2006               | Szeged (Hungría)             | Medalla de oro    | K4 1000 m        |
| 2007               | Duisburgo (Alemania)         | Medalla de oro    | K1 200 m         |
| 2009               | Dartmouth (Canadá)           | Medalla de oro    | K1 200 m         |
| 2009               | Dartmouth (Canadá)           | Medalla de oro    | K2 200 m         |
| 2009               | Dartmouth (Canadá)           | Medalla de oro    | K4 500 m         |
| 2009               | Dartmouth (Canadá)           | Medalla de plata  | K1 4 × 200 m     |
| 2009               | Dartmouth (Canadá)           | Medalla de plata  | K4 200 m         |
| 2010               | Poznań (Polonia)             | Medalla de oro    | K1 200 m         |
| 2010               | Poznań (Polonia)             | Medalla de oro    | K2 200 m         |
| 2010               | Poznań (Polonia)             | Medalla de oro    | K4 500 m         |
| 2010               | Poznań (Polonia)             | Medalla de plata  | K1 500 m         |
| 2010               | Poznań (Polonia)             | Medalla de plata  | K1 4 × 200 m     |
| 2013               | Duisburgo (Alemania)         | Medalla de oro    | K1 4 × 200 m     |
| 2013               | Duisburgo (Alemania)         | Medalla de plata  | K2 500 m         |
| 2015               | Milán (Italia)               | Medalla de plata  | K2 200 m         |
| Campeonato Europeo |                              |                   |                  |
| Año                | Lugar                        | Medalla           | Competición      |
| 2002               | Szeged (Hungría)             | Medalla de plata  | K4 200 m         |
| 2004               | Poznań (Polonia)             | Medalla de oro    | K1 500 m         |
| 2005               | Poznań (Polonia)             | Medalla de oro    | K2 200 m         |
| 2005               | Poznań (Polonia)             | Medalla de oro    | K2 500 m         |
| 2005               | Poznań (Polonia)             | Medalla de oro    | K2 1000 m        |
| 2006               | Račice (República Checa)     | Medalla de oro    | K2 200 m         |
| 2006               | Račice (República Checa)     | Medalla de oro    | K2 500 m         |
| 2006               | Račice (República Checa)     | Medalla de oro    | K2 1000 m        |
| 2006               | Račice (República Checa)     | Medalla de oro    | K4 200 m         |
| 2006               | Račice (República Checa)     | Medalla de oro    | K4 500 m         |
| 2006               | Račice (República Checa)     | Medalla de oro    | K4 1000 m        |
| 2007               | Pontevedra (España)          | Medalla de oro    | K1 200 m         |
| 2009               | Brandeburgo (Alemania)       | Medalla de oro    | K4 200 m         |
| 2009               | Brandeburgo (Alemania)       | Medalla de plata  | K1 4 × 200 m     |
| 2009               | Brandeburgo (Alemania)       | Medalla de plata  | K2 200 m         |
| 2009               | Brandeburgo (Alemania)       | Medalla de plata  | K4 500 m         |
| 2010               | Corvera (España)             | Medalla de oro    | K1 200 m         |
| 2010               | Corvera (España)             | Medalla de oro    | K2 200 m         |
| 2010               | Corvera (España)             | Medalla de oro    | K2 500 m         |
| 2012               | Zagreb (Croacia)             | Medalla de oro    | K1 200 m         |
| 2012               | Zagreb (Croacia)             | Medalla de oro    | K2 500 m         |
| 2013               | Montemor-o-Velho (Portugal)  | Medalla de oro    | K2 200 m         |
| 2013               | Montemor-o-Velho (Portugal)  | Medalla de oro    | K4 500 m         |
| 2013               | Montemor-o-Velho (Portugal)  | Medalla de bronce | K1 200 m         |
| 2013               | Montemor-o-Velho (Portugal)  | Medalla de bronce | K2 500 m         |